# George Benjamin
George Wiliam John Benjamin, CBE, (Londen, 31 januari 1960) is een Britse componist van eigentijdse klassieke muziek. Daarnaast is hij dirigent, pianist en muziekpedagoog.

## Loopbaan
George Benjamin wordt beschouwd als een van de belangrijkste leerlingen van Olivier Messiaen en Yvonne Loriod, bij wie hij studeerde aan het Parijse conservatorium in de jaren zeventig. Daarna zette hij zijn studie voort aan King's College (Cambridge) bij Alexander Goehr en Robin Holloway.
Reeds in 1980 werd zijn compositie Ringed by the Flat Horizon uitgevoerd bij de Proms in Londen. Na A Mind of Winter (1981) en At First Light (1982) componeerde hij weinig, totdat hij in de jaren negentig de pen weer oppakte. In die periode assisteerde hij Messiaens weduwe Yvonne Loriod bij het voltooien van het Concert à quatre van haar in 1992 gestorven echtgenoot. Benjamin was zestien jaar lang docent aan het Royal College of Music te Londen (waar Robin de Raaff tot zijn studenten behoorde), waarna hij in 2001 Harrison Birtwistle opvolgde aan het King's College London.
Sir George Benjamin treedt ook regelmatig op als dirigent van onder meer London Sinfonietta, Ensemble Modern, het Cleveland Orchestra, het Koninklijk Concertgebouworkest, de Berliner Philharmoniker en de Junge Deutsche Philharmonie. In het seizoen 2002-2003 was hij composer-in-residence bij het London Symphony Orchestra onder het motto "By George!" 
Als operacomponist werkt hij samen met toneelschrijver-librettist Martin Crimp en regisseur Katie Mitchell.

## Prijzen en eerbewijzen
- 1996: Chevalier in de Franse Ordre des Arts et des Lettres
- 2001: Arnold Schönbergprijs
- 2010: Commander in de Most Excellent Order of the British Empire (CBE)
- 2017: Knight Bachelor, "Sir"
- 2017: Lid van de Bayerische Akademie der Schönen Künste
- 2023: Ernst von Siemens Muziekprijs

## Werken
Opera
- Into the Little Hill, 2006
- Written on Skin, 2012
- Lessons in Love and Violence, 2018

Orkestmuziek
- Altitude, 1977
- Ringed by the Flat Horizon, 1979–80
- At First Light, 1982
- Fanfare for Aquarius, 1983
- Antara, 1985–87
- Sudden Time, 1989–93
- Three Inventions for Chamber Orchestra, 1993–95
- Palimpsest I, 1998–99
- Palimpsest II, 2002
- Dance Figures, 2004
- Duet voor piano en orkest, 2008

Kamermuziek
- Sonata for Violin and Piano, 1976–77
- Octet voor fluit (+ piccolo), klarinet, viool, altviool, cello, contrabas, celesta en slagwerk, 1978
- Flight voor fluit, 1979
- Viola, Viola voor twee altviolen, 1996

Pianomuziek
- Sonata, 1977–78
- Sortilèges, 1981
- Three Studies, 1982–85
- Shadowlines, 2001
- Piano Figures - ten short pieces for piano solo, 2004
- Two or Four, 2010

Vocale muziek
- Jubilation (vocalise), 1996
- Sometime Voices (William Shakespeare), 1996
- A Mind of Winter (Wallace Stevens), 1981
- Upon Silence (William Butler Yeats), 1991
- Dream of the Song (Ibn Gabirol, Samuel HaNagrid, Federico Garcia Lorca) voor orkest, countertenor en vrouwenkoor, 2015